# Ruta 45 en Michigan (Estados Unidos)
El tramo de la Carretera 45 de los Estados Unidos (US 45 en inglés) en el estado de Míchigan forma parte de la Red de Carreteras Federales de Estados Unidos. US 45 posee una extensión total de 2100 km, atravesando siete Estados, conectando Mobile, Alabama en el Golfo de México al sur, con la Península Superior del estado de Míchigan en el Lago Superior al norte. En Míchigan la carretera forma parte del sistema estatal de autopistas que es mantenido por el Departamento de Transporte de Míchigan (MDOT). La carretera entra al estado desde Wisconsin al sur de Watersmeet, terminando en una intersección con Ontonagon Street en Ontonagon, con un recorrido de 88 km. En medio, la carretera cruza la península superior de Míchigan atravesando el Bosque Nacional de Ottawa y en sentido paralelo al río Ontonagon.

## Descripción de la ruta

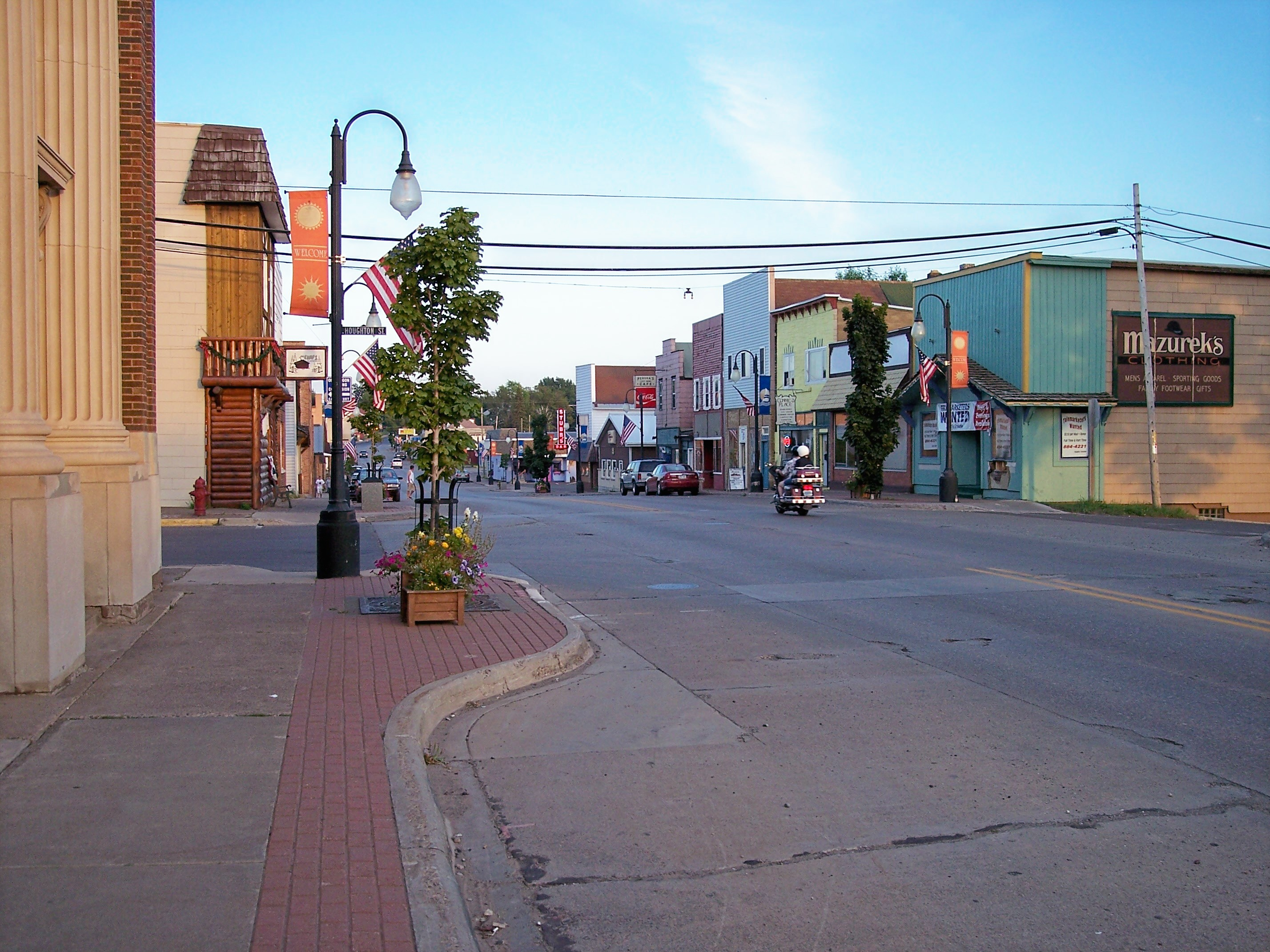
Calle River en el centro de Ontonagon

La US 45 cruza de Wisconsin a Míchigan cerca del pueblo de Land O' Lakes, al este de la zona Sylvania Wilderness del Bosque Nacional de Ottawa. La carretera dobla en dirección noreste en la línea estatal antes de torcer hacia el norte hacia Watersmeet, donde cruza la carretera US 2. En Watersmeet se encuentra la sección norte de la Reserva Indígena del desierto Lac Vieux. Continuando al norte a lo largo de la divisoria entre los condados Gogebic y Ontonagon, la US 45 cruza la divisoria entre los husos horarios Centrales y Orientales de Estados Unidos.
En el sur del Condado de Ontonagon, la carretera corre al oeste de Bond Falls Flowage cerca de Paulding. Al norte de aquí, la ruta ingresa en Bruce Crossing y cruza la M-28. Después de dejar la ciudad, la US 45 corre paralela a la Rama Media del río Ontonagon, y la carretera cruza el río cerca de un parque al sur de Rockland. Al este de Rockland, la US 45 cruza el final de la carretera M-26; después de la intersección, la US 45 gira en dirección noroeste y corre paralela al río Ontonagon y una rama del Escanaba y el Ferrocarril del Lago Superior (ELS).
La US 45 llega por el sur a las afueras de Ontonagon en la calle Rockland cerca del Cementerio de la Sagrada Familia. La carretera gira hacia el norte y cruza las vías del ELS, todavía corriendo paralela al curso del río. Al sur del centro, la carretera cruza una intersección donde terminan las carreteras M-38 y M-64. La M-64 cruza el río desde el oeste mediante un puente construido en el 2006 y finaliza en la intersección. La M-38 viene a ciudad desde el este y también finaliza en la misma intersección. La US 45 continúa en dirección norte por la carretera Rockland y gira hacia el noroeste por la calle River a lo largo de la orilla oriental del río a través del centro de la ciudad. El extremo norte de la US 45 es la calle Ontonagon, aproximadamente a 300 m de la costa del lago Superior.